# Marcia Reale
Marcia Reale (Kraljevski marš) bila je himna Italije od 1861. do 1946. godine. Pesmu je komponovao Đuzepe Gabeti 1831, po naredbi Karla Alberta kao himnu Savojske dinastije. Ova pesma izvorno nema reči, a neslužbene reči himne su:
-{
Evviva il Re ! Evviva il Re ! Evviva il Re !
Chinate o Reggimenti le Bandiere al nostro Re
La gloria e la fortuna dell'Italia con Lui è
Bei Fanti di Savoia gridate evviva il Re !
Chinate o Reggimenti le Bandiere al nostro Re !
Viva il Re ! Viva il Re ! Viva il Re !
Le trombe liete squillano
Viva il Re ! Viva il Re ! Viva il Re !
Con esso i canti echeggiano
Rullano i tamburi le trombe squillano squillano
Cantici di gloria eleviamo con fervor
Viva l'Italia, l'Italia evviva ! Evviva il Re !
Viva L'Italia, evviva li Re ! Evviva il Re !!!
Viva l'Italia ! Viva il Re ! Viva il Re !
Tutta l'Italia spera in Te, crede in Te,
gloria di nostra stirpe, segnal di libertà,
di libertà, di libertà, di libertà.
Quando i nemici agognino
i nostri campi floridi
dove gli eroi pugnarono
nelle trascorse età,
finché duri l'amor di patria fervido,
finché regni la nostra civiltà.
L'Alpe d'Italia libera,
dal bel parlare angelico,
piede d'odiato barbaro
giammai calpesterà
finché duri l'amor di patria fervido,
finche regni la nostra civiltà.
Come falange unanime
i figli della Patria
si copriran di gloria
gridando libertà.
}-

## Spoljašnje veze
- Архивирано на веб-сајту  (9. мај 2008)
- Архивирано на веб-сајту  (28. март 2012)